# Zemljanka
Zemljanka je skromno bivališče, z enim prostorom, katerih spodnji del je bil vkopan v zemljo, zgornji del pa sestavljen iz hlodov ometenega z glino. Tako so se lahko zavarovali pred vetrom.